# Сийкайоки
Сийкайоки (фин. Siikajoki) — община в провинции Северная Остроботния, Финляндия. Общая площадь территории — 1653,96 км², из которых 601,94 км² — вода.

## Этимология
Сийкайоки в переводе с финского означает сиговая река. 

## История
18 апреля 1808 года здесь произошло Сражение при Сикайоки, в ходе которого шведским войскам удалось замедлить наступление русской армии в ходе Финляндской войны.

## Демография
На 31 января 2011 года в общине Сийкайоки проживало 5671 человек: 2938 мужчин и 2733 женщины.
Финский язык является родным для 97,76% жителей, шведский — для 0,05%. Прочие языки являются родными для 2,18% жителей общины.
Возрастной состав населения:
- до 14 лет — 22,02%
- от 15 до 64 лет — 61,88%
- от 65 лет — 16,29%

Изменение численности населения по годам:
| Год  | Численность |
| ---- | ----------- |
| 1980 | 6122        |
| 1990 | 6583        |
| 2000 | 6061        |
| 2010 | 5682        |
| 2011 | 5671        |